# Шиммер, Карл-Август
Карл-Август Шиммер (нем. Karl August Schimmer; 8 августа 1800, Перхтольдсдорф (Нижняя Австрия) — 2 февраля 1853, Вена, Австрийская империя) — австрийский топограф, историк культуры, редактор, переводчик, журналист и писатель

.

## Биография
Сын бургомистра Перхтольдсдорфа в 1792—1799 и 1813—1819 годах. Поступил на учёбу в инженерную академию в Вене, но затем оставил её и в 1815—1818 годах занялся бизнесом и торговлей. Был компаньоном фирмы Franz Radelmachers Wittwe & Schimmer, основанной его братом в Вене.
Занялся литературно-исторической деятельностью. До 1851 года издавал «Историко-памятный календарь». Участвовал в публикации «Австрийской национальной энциклопедии». Редактировал журнал «Leipziger Sonntags-Magazine».
Автор многих работ, некоторые из которых имеют важное значение для истории и топографии Вены: «Новейшая картина Вены»…" (1837, 2-е изд. 1848), «Вена на протяжении шести веков», в 2 т. (1847 и 1849). Его историко-топографический труд «Подробная домовая хроника внутреннего города Вены»…" до сих пор остаётся ценным документом. Также стоит упомянуть его самые популярные произведения: биографии «Кайзера Иосифа» (1844), «Die Große Maria Theresia» (в 2 т., 1845, 3-е издание 1862), Наполеона I (1847).

## Избранные публикации
- «Французская революция и её последствия» («Die französische Revolution und ihre Folgen», 1835);
- «История Вены» («Geschichte von Wien», 1844);
- «Осада Вены турками и их вторжения в Венгрию и Австрию» («Die Belagerung Wiens durch die Türken», 1845);
- «Biographie Kaisers Napoleons I» (1847);
- «Wien seit 600 Jahren» (1847).
- «Осада Вены турками» (перевод Фрэнсиса Эгертона (1847 г.)
- «Французские вторжения в Австрию и французы в Вене… 1805 и 1809 гг.»
- «Полное описание Вены…», (1848)
- История рыцарства Вильденштейна…. (1851)